# Euselasia eubotes
Euselasia eubotes är en fjärilsart som beskrevs av William Chapman Hewitson 1864. Euselasia eubotes ingår i släktet Euselasia och familjen Riodinidae. Inga underarter finns listade i Catalogue of Life.

## Bildgalleri

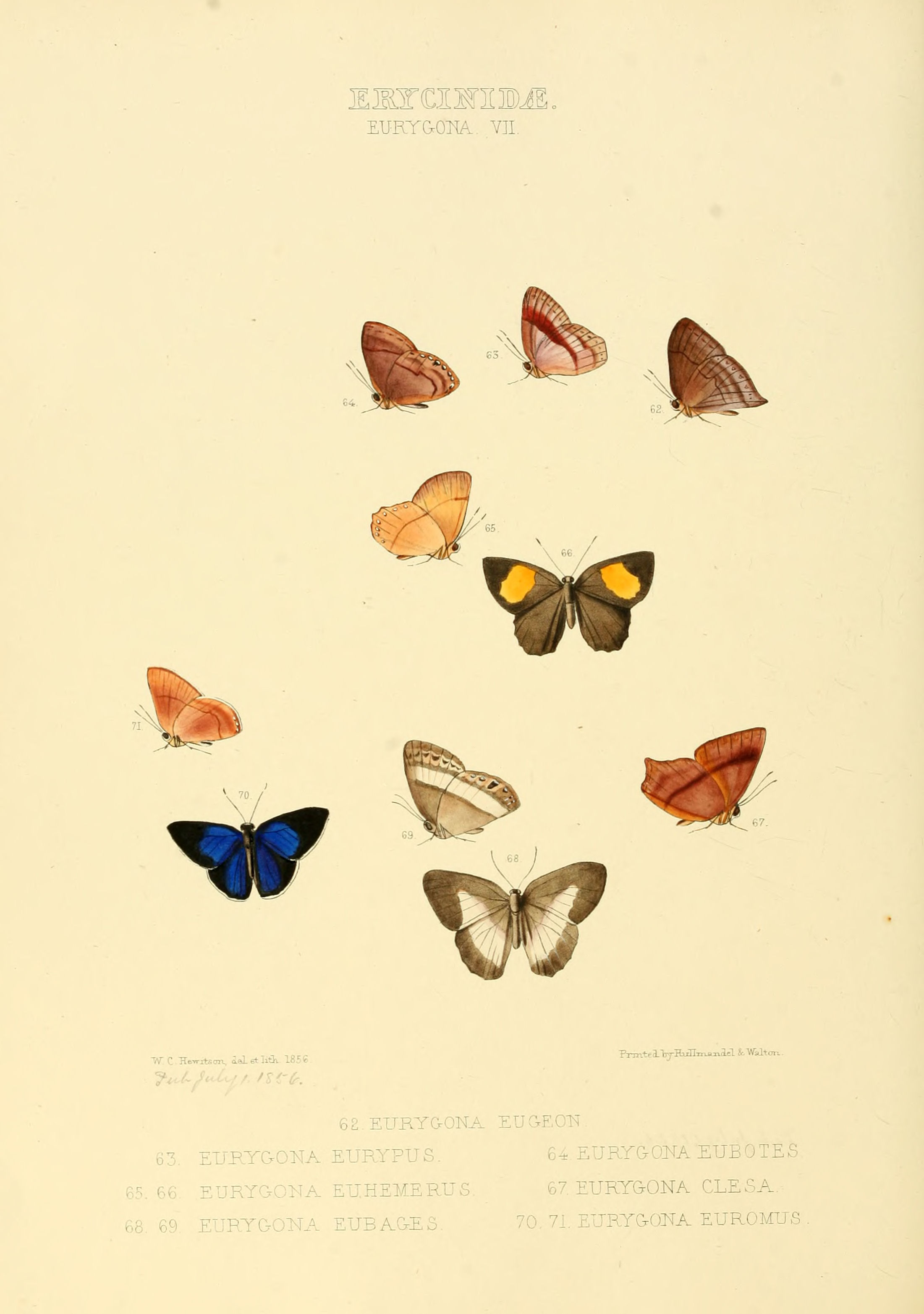